# Coupe d'Afrique des clubs champions de basket-ball 2014
Navigation
Édition précédente Édition suivante
La coupe d'Afrique des clubs champions de basket-ball 2014 est la 29e édition de la compétition organisée par la FIBA Afrique et réunissant les clubs africains de basket-ball masculins ayant remporté leur championnat national.

## Équipes qualifiées
- Club africain (club organisateur)
- Étoile sportive de Radès
- Sporting Club d'Alexandrie
- Union sportive monastirienne
- Abidjan Basket Club
- Mark Mentors
- Malabo Kings
- ASB Mazembe
- Kano Pillars
- Recreativo do Libolo
- Primeiro de Agosto
- Basket Club Mtsapere

## Premier tour

### Composition des groupes
| Groupe A - Club africain - Recreativo do Libolo - Kano Pillars (forfait) - Sporting Club d'Alexandrie - Malabo Kings - Basket Club Mtsapere | Groupe B - Primeiro de Agosto - Étoile sportive de Radès - Mark Mentors - Union sportive monastirienne - ASB Mazembe - Abidjan Basket Club |

### Résultats

#### Groupe A
- Qualifié pour les quarts de finale

| Pl. | Équipe                     | J | G | P | PP  | PC  | Diff | Pts |
| --- | -------------------------- | - | - | - | --- | --- | ---- | --- |
| 1.  | Recreativo do Libolo       | 4 | 4 | 0 | 299 | 267 | 32   | 8   |
| 2.  | Sporting Club d'Alexandrie | 4 | 3 | 1 | 282 | 267 | 15   | 7   |
| 3.  | Club africain              | 4 | 2 | 2 | 339 | 254 | 85   | 6   |
| 4.  | Basket Club Mtsapere       | 4 | 0 | 4 | 216 | 355 | -139 | 4   |
| 5.  | Malabo Kings*              | 4 | 2 | 2 | 283 | 276 | 7    | 6   |

- Match perdu par pénalité

| 11 décembre 2014 | Rapport | Malabo Kings                                       | 79-69                    | Recreativo do Libolo         |  |  |
| 11 décembre 2014 | Rapport | Score par quart-temps : 27-16, 16-20, 20-14, 16-19 |                          |                              |  |  |
| 11 décembre 2014 | Rapport | Milam 18, Osa 18 Milam 5, Osa 5, Obiang 5 Nguema 8 | Points Rebonds Passes d. | Mingas 17 Coleman 7 Barros 4 |  |  |

| 11 décembre 2014 | Rapport | Club africain                                    | 126-45                   | Basket Club Mtsapere       |  |  |
| 11 décembre 2014 | Rapport | Score par quart-temps : 33-9, 22-14, 31-9, 40-13 |                          |                            |  |  |
| 11 décembre 2014 | Rapport | Chennoufi 17 Zahi 10 Hadidane 6                  | Points Rebonds Passes d. | Buscaglia 18 Madi 4 Madi 4 |  |  |

| 12 décembre 2014 | Rapport | Basket Club Mtsapere                              | 56-89                    | Recreativo do Libolo           |  |  |
| 12 décembre 2014 | Rapport | Score par quart-temps : 14-22, 15-26, 21-16, 6-25 |                          |                                |  |  |
| 12 décembre 2014 | Rapport | Madi 19 Maoulida 10 Buscaglia 5                   | Points Rebonds Passes d. | Coleman 20 Joaquim 10 Barros 5 |  |  |

| 12 décembre 2014 | Rapport | Club africain                                      | 66-68                    | Sporting Club d'Alexandrie    |  |  |
| 12 décembre 2014 | Rapport | Score par quart-temps : 16-14, 19-10, 17-14, 14-30 |                          |                               |  |  |
| 12 décembre 2014 | Rapport | Hadidane 15 Hadidane 7 Justice 5                   | Points Rebonds Passes d. | Ben Romdhane 16 Badr 6 Badr 3 |  |  |

| 13 décembre 2014 | Rapport | Sporting Club d'Alexandrie                         | 77-76                    | Malabo Kings              |  |  |
| 13 décembre 2014 | Rapport | Score par quart-temps : 16-21, 16-18, 22-17, 23-20 |                          |                           |  |  |
| 13 décembre 2014 | Rapport | Ben Romdhane 23 Ben Romdhane 7 Badr 5              | Points Rebonds Passes d. | Milam 18 Obiang 9 Milam 6 |  |  |

| 13 décembre 2014 | Rapport | Recreativo do Libolo                                          | 78-70                    | Club africain                    | OT |  |
| 13 décembre 2014 | Rapport | Score par quart-temps : 12-22, 18-13, 16-12, 16-15, OT : 16-8 |                          |                                  | OT |  |
| 13 décembre 2014 | Rapport | Owens 23 Coleman 11 Barros 4                                  | Points Rebonds Passes d. | Haislip 25 Hadidane 13 Justice 5 | OT |  |

| 15 décembre 2014 | Rapport | Club africain                                     | 77-63                    | Malabo Kings                  |  |  |
| 15 décembre 2014 | Rapport | Score par quart-temps : 25-9, 16-15, 16-18, 20-21 |                          |                               |  |  |
| 15 décembre 2014 | Rapport | Haislip 31 Dhifallah 7 Hadidane 5                 | Points Rebonds Passes d. | Nguema 20 Obiang 11 Pascual 3 |  |  |

| 15 décembre 2014 | Rapport | Sporting Club d'Alexandrie                         | 75-62                    | Basket Club Mtsapere           |  |  |
| 15 décembre 2014 | Rapport | Score par quart-temps : 14-16, 19-18, 24-12, 18-16 |                          |                                |  |  |
| 15 décembre 2014 | Rapport | Braa 17 Abdel Bary 6 Abdel Bary 3                  | Points Rebonds Passes d. | Vogt 20 Maoulida 7 Buscaglia 4 |  |  |

| 16 décembre 2014 | Rapport | Recreativo do Libolo                              | 63-62                    | Sporting Club d'Alexandrie                             |  |  |
| 16 décembre 2014 | Rapport | Score par quart-temps : 15-9, 19-20, 17-12, 12-21 |                          |                                                        |  |  |
| 16 décembre 2014 | Rapport | Mingas 19 Mingas 8, Joaquim 8 Mingas 4            | Points Rebonds Passes d. | Ben Romdhane 23 Ben Romdhane 9 Ben Romdhane 2, Ahmed 2 |  |  |

| 16 décembre 2014 |                                                    | Malabo Kings             | 65-53                                      | Basket Club Mtsapere |  |  |
| 16 décembre 2014 | Score par quart-temps : 14-10, 17-11, 16-15, 18-17 |                          |                                            |                      |  |  |
| 16 décembre 2014 | Obiang 19 Obiang 12 Nguema 3                       | Points Rebonds Passes d. | Vogt 15 Buscaglia 11 Buscaglia 3, Gaudin 3 |                      |  |  |

#### Groupe B
- Qualifié pour les quarts de finale

| Pl. | Équipe                       | J | G | P | PP  | PC  | Diff | Pts |
| --- | ---------------------------- | - | - | - | --- | --- | ---- | --- |
| 1.  | Étoile sportive de Radès     | 5 | 5 | 0 | 390 | 364 | 0    | 10  |
| 2.  | Primeiro de Agosto           | 5 | 4 | 1 | 407 | 250 | 0    | 9   |
| 3.  | Union sportive monastirienne | 5 | 3 | 2 | 352 | 338 | 0    | 8   |
| 4.  | ASB Mazembe                  | 5 | 2 | 3 | 334 | 365 | 0    | 7   |
| 5.  | Mark Mentors                 | 5 | 1 | 4 | 335 | 371 | 0    | 7   |
| 6.  | Abidjan Basket Club          | 5 | 0 | 5 | 329 | 365 | 0    | 5   |

| 11 décembre 2014 |                                                    | Primeiro de Agosto       | 75-62                                                  | US Monastir |  |  |
| 11 décembre 2014 | Score par quart-temps : 18-13, 14-18, 24-16, 19-15 |                          |                                                        |             |  |  |
| 11 décembre 2014 | Moore 18 Costa 6, Moore 6 Costa 9                  | Points Rebonds Passes d. | Mitrovic 15 Trimech 5, Mitrovic 5, Lahyani 5 Laghnej 3 |             |  |  |

| 11 décembre 2014 |                                                    | Abidjan Basket Club      | 65-68                                  | Mark Mentors |  |  |
| 11 décembre 2014 | Score par quart-temps : 15-16, 11-19, 22-13, 17-20 |                          |                                        |              |  |  |
| 11 décembre 2014 | Affi 23 Amalabian 7 Konaté 3                       | Points Rebonds Passes d. | Ugboaja 18 Ugboaja 15 Daudu 2, Gumut 2 |              |  |  |

| 14 décembre 2014 |                                                    | Étoile sportive de Radès | 74-67                                      | ASB Mazembe |  |  |
| 14 décembre 2014 | Score par quart-temps : 25-17, 17-14, 17-15, 15-21 |                          |                                            |             |  |  |
| 14 décembre 2014 | Abbassi 18 Abbassi 5 Abada 7                       | Points Rebonds Passes d. | Tolembo 28 Tolembo 13 Mualaba 3, Tolembo 3 |             |  |  |

| 12 décembre 2014 |                                                    | Primeiro de Agosto       | 88-74                       | Mark Mentors |  |  |
| 12 décembre 2014 | Score par quart-temps : 21-19, 28-14, 19-26, 19-15 |                          |                             |              |  |  |
| 12 décembre 2014 | Briggs 17 Costa 6, Briggs 6 Costa 8                | Points Rebonds Passes d. | Yahaya 15 Ugboaja 7 Daudu 7 |              |  |  |

| 12 décembre 2014 |                                                    | Abidjan Basket Club      | 70-72                        | Étoile sportive de Radès |  |  |
| 12 décembre 2014 | Score par quart-temps : 14-15, 20-23, 17-12, 19-22 |                          |                              |                          |  |  |
| 12 décembre 2014 | Sornan 24 Jackson 11 Sornan 3                      | Points Rebonds Passes d. | Gadson 24 Matthews 7 Abada 6 |                          |  |  |

| 12 décembre 2014 |                                                   | US Monastir              | 68-54                          | ASB Mazembe |  |  |
| 12 décembre 2014 | Score par quart-temps : 20-9, 14-10, 14-19, 20-16 |                          |                                |             |  |  |
| 12 décembre 2014 | Mitrovic 15 Mitrovic 9 Laghnej 5                  | Points Rebonds Passes d. | Tolembo 11 Ngongo 10 Mualaba 3 |             |  |  |

| 13 décembre 2014 |                                                   | US Monastir              | 66-59                      | Abidjan Basket Club |  |  |
| 13 décembre 2014 | Score par quart-temps : 13-23, 15-12, 24-16, 14-8 |                          |                            |                     |  |  |
| 13 décembre 2014 | Jaziri 21 Slimane 10 Laghnej 4                    | Points Rebonds Passes d. | Sornan 19 Kone 10 Gbotto 5 |                     |  |  |

| 13 décembre 2014 |                                                   | Mark Mentors             | 65-73                           | Étoile sportive de Radès |  |  |
| 13 décembre 2014 | Score par quart-temps : 7-14, 17-17, 18-26, 23-16 |                          |                                 |                          |  |  |
| 13 décembre 2014 | Yahaya 20 Ugboaja 12 Daudu 2, Gumut 2, Yahaya 2   | Points Rebonds Passes d. | Maghrebi 18 Matthews 10 Abada 8 |                          |  |  |

| 13 décembre 2014 |                                                    | ASB Mazembe              | 65-82                     | Primeiro de Agosto |  |  |
| 13 décembre 2014 | Score par quart-temps : 15-22, 17-19, 14-16, 19-25 |                          |                           |                    |  |  |
| 13 décembre 2014 | Tolembo 19 Ngongo 11 Mualaba 3, Samuna 3           | Points Rebonds Passes d. | Briggs 24 Gomes 7 Costa 7 |                    |  |  |

| 15 décembre 2014 |                                                    | ASB Mazembe              | 79-72                     | Abidjan Basket Club |  |  |
| 15 décembre 2014 | Score par quart-temps : 25-19, 18-17, 13-24, 23-12 |                          |                           |                     |  |  |
| 15 décembre 2014 | Tshimbanga 20 Mulamba 9 Mualaba 6                  | Points Rebonds Passes d. | Affi 26 Sornan 8 Sornan 3 |                     |  |  |

| 15 décembre 2014 |                                                              | Primeiro de Agosto       | 82-86                          | Étoile sportive de Radès | OT |  |
| 15 décembre 2014 | Score par quart-temps : 23-10, 6-24, 27-15, 20-27, OT : 6-10 |                          |                                |                          | OT |  |
| 15 décembre 2014 | Briggs 30 Ndoniema 11 Costa 7                                | Points Rebonds Passes d. | Abbassi 21 Matthews 11 Abada 8 |                          | OT |  |

| 15 décembre 2014 |                                                    | Mark Mentors             | 65-76                                       | US Monastir |  |  |
| 15 décembre 2014 | Score par quart-temps : 23-20, 12-24, 13-13, 17-19 |                          |                                             |             |  |  |
| 15 décembre 2014 | Koko 20 Koko 11 Gumut 5                            | Points Rebonds Passes d. | Slimane 23 Lahyani 12 Slimane 5, Aissaoui 5 |             |  |  |

| 16 décembre 2014 |                                                   | Abidjan Basket Club      | 63-80                    | Primeiro de Agosto |  |  |
| 16 décembre 2014 | Score par quart-temps : 9-26, 15-17, 20-24, 19-13 |                          |                          |                    |  |  |
| 16 décembre 2014 | Sornan 25 Jackson 6 Amalabian 4                   | Points Rebonds Passes d. | Nealy 19 Nealy 6 Costa 3 |                    |  |  |

| 16 décembre 2014 |                                                   | ASB Mazembe              | 69-66                                | Mark Mentors |  |  |
| 16 décembre 2014 | Score par quart-temps : 7-14, 17-17, 18-26, 23-16 |                          |                                      |              |  |  |
| 16 décembre 2014 | Tolembo 23 Tolembo 9, Kasongo 9 Mualaba 10        | Points Rebonds Passes d. | Gumut 18 Ugboaja 10 Daudu 3, Gumut 3 |              |  |  |

| 16 décembre 2014 |                                                    | Étoile sportive de Radès | 85-80                         | US Monastir |  |  |
| 16 décembre 2014 | Score par quart-temps : 16-16, 21-24, 24-24, 19-16 |                          |                               |             |  |  |
| 16 décembre 2014 | Matthews 17 Matthews 12 Abada 8                    | Points Rebonds Passes d. | Slimane 19 Lahyani 10 Sayeh 5 |             |  |  |

## Tour final
|  | Quarts de finale       | Quarts de finale           | Quarts de finale           | Quarts de finale           |                            |                            | Demi-finales           | Demi-finales           | Demi-finales                  | Demi-finales                  |                               |                               | Finale                 | Finale                 | Finale                 | Finale                 |
|  |                        |                            |                            |                            |                            |                            |                        |                        |                               |                               |                               |                               |                        |                        |                        |                        |
|  | 18 décembre 2014 19h00 | 18 décembre 2014 19h00     | 18 décembre 2014 19h00     | 18 décembre 2014 19h00     |                            |                            | 19 décembre 2014 17h00 | 19 décembre 2014 17h00 | 19 décembre 2014 17h00        | 19 décembre 2014 17h00        |                               |                               | 20 décembre 2014 19h00 | 20 décembre 2014 19h00 | 20 décembre 2014 19h00 | 20 décembre 2014 19h00 |
|  | 18 décembre 2014 19h00 | 18 décembre 2014 19h00     | 18 décembre 2014 19h00     | 18 décembre 2014 19h00     |                            |                            | 19 décembre 2014 17h00 | 19 décembre 2014 17h00 | 19 décembre 2014 17h00        | 19 décembre 2014 17h00        |                               |                               | 20 décembre 2014 19h00 | 20 décembre 2014 19h00 | 20 décembre 2014 19h00 | 20 décembre 2014 19h00 |
|  | A1                     | Recreativo do Libolo       | 82                         | 82                         |                            |                            | 19 décembre 2014 17h00 | 19 décembre 2014 17h00 | 19 décembre 2014 17h00        | 19 décembre 2014 17h00        |                               |                               | 20 décembre 2014 19h00 | 20 décembre 2014 19h00 | 20 décembre 2014 19h00 | 20 décembre 2014 19h00 |
|  | A1                     | Recreativo do Libolo       | 82                         | 82                         |                            |                            | 19 décembre 2014 17h00 | 19 décembre 2014 17h00 | 19 décembre 2014 17h00        | 19 décembre 2014 17h00        |                               |                               | 20 décembre 2014 19h00 | 20 décembre 2014 19h00 | 20 décembre 2014 19h00 | 20 décembre 2014 19h00 |
|  | B4                     | ASB Mazembe                | 49                         | 49                         |                            |                            | 19 décembre 2014 17h00 | 19 décembre 2014 17h00 | 19 décembre 2014 17h00        | 19 décembre 2014 17h00        |                               |                               | 20 décembre 2014 19h00 | 20 décembre 2014 19h00 | 20 décembre 2014 19h00 | 20 décembre 2014 19h00 |
|  | B4                     | ASB Mazembe                | 49                         | 49                         | Recreativo do Libolo       | Recreativo do Libolo       | 84                     | 84                     |                               |                               |                               |                               | 20 décembre 2014 19h00 | 20 décembre 2014 19h00 | 20 décembre 2014 19h00 | 20 décembre 2014 19h00 |
|  | 18 décembre 2014 17h00 |                            |                            |                            | Recreativo do Libolo       | Recreativo do Libolo       | 84                     | 84                     |                               |                               |                               |                               | 20 décembre 2014 19h00 | 20 décembre 2014 19h00 | 20 décembre 2014 19h00 | 20 décembre 2014 19h00 |
|  |                        |                            | Club africain              | Club africain              | 63                         | 63                         |                        |                        |                               |                               |                               |                               | 20 décembre 2014 19h00 | 20 décembre 2014 19h00 | 20 décembre 2014 19h00 | 20 décembre 2014 19h00 |
|  | A3                     | Club africain              | Club africain              | Club africain              | 63                         | 63                         | 79                     | 79                     |                               |                               |                               |                               | 20 décembre 2014 19h00 | 20 décembre 2014 19h00 | 20 décembre 2014 19h00 | 20 décembre 2014 19h00 |
|  | A3                     | Club africain              | 19 décembre 2014 15h00     |                            |                            |                            | 79                     | 79                     |                               |                               |                               |                               | 20 décembre 2014 19h00 | 20 décembre 2014 19h00 | 20 décembre 2014 19h00 | 20 décembre 2014 19h00 |
|  | B2                     | Primeiro de Agosto         | 69                         | 69                         |                            |                            |                        |                        |                               |                               |                               |                               | 20 décembre 2014 19h00 | 20 décembre 2014 19h00 | 20 décembre 2014 19h00 | 20 décembre 2014 19h00 |
|  | B2                     | Primeiro de Agosto         | 69                         | 69                         | Recreativo do Libolo       | Recreativo do Libolo       | 86                     | 86                     |                               |                               |                               |                               |                        |                        |                        |                        |
|  | 18 décembre 2014 13h00 |                            |                            |                            | Recreativo do Libolo       | Recreativo do Libolo       | 86                     | 86                     |                               |                               |                               |                               |                        |                        |                        |                        |
|  |                        |                            | Étoile sportive de Radès   | Étoile sportive de Radès   | 68                         | 68                         |                        |                        |                               |                               |                               |                               |                        |                        |                        |                        |
|  | B1                     | Étoile sportive de Radès   | Étoile sportive de Radès   | Étoile sportive de Radès   | 68                         | 68                         | 106                    | 106                    |                               |                               |                               |                               |                        |                        |                        |                        |
|  | B1                     | Étoile sportive de Radès   |                            |                            |                            |                            |                        |                        |                               |                               |                               |                               |                        |                        |                        |                        |
|  | A4                     | Basket Club Mtsapere       | 76                         | 76                         |                            |                            |                        |                        |                               |                               |                               |                               |                        |                        |                        |                        |
|  | A4                     | Basket Club Mtsapere       | 76                         | 76                         | Étoile sportive de Radès   | Étoile sportive de Radès   | 93                     | 93                     | Match pour la troisième place | Match pour la troisième place | Match pour la troisième place | Match pour la troisième place |                        |                        |                        |                        |
|  | 18 décembre 2014 15h00 |                            |                            |                            | Étoile sportive de Radès   | Étoile sportive de Radès   | 93                     | 93                     | Match pour la troisième place | Match pour la troisième place | Match pour la troisième place | Match pour la troisième place |                        |                        |                        |                        |
|  |                        |                            | Sporting Club d'Alexandrie | Sporting Club d'Alexandrie | 80                         | 80                         |                        |                        | 20 décembre 2014 9h00         | 20 décembre 2014 9h00         | 20 décembre 2014 9h00         | 20 décembre 2014 9h00         |                        |                        |                        |                        |
|  | B3                     | US Monastir                | Sporting Club d'Alexandrie | Sporting Club d'Alexandrie | 80                         | 80                         | 57                     | 57                     | 20 décembre 2014 9h00         | 20 décembre 2014 9h00         | 20 décembre 2014 9h00         | 20 décembre 2014 9h00         |                        |                        |                        |                        |
|  | B3                     | US Monastir                |                            |                            |                            |                            |                        | 57                     |                               |                               | Club africain                 | Club africain                 | 79                     | 79                     |                        |                        |
|  | A2                     | Sporting Club d'Alexandrie | 74                         | 74                         |                            |                            |                        |                        |                               |                               | Club africain                 | Club africain                 | 79                     | 79                     |                        |                        |
|  | A2                     | Sporting Club d'Alexandrie | 74                         | 74                         | Sporting Club d'Alexandrie | Sporting Club d'Alexandrie | 74                     | 74                     |                               |                               |                               |                               |                        |                        |                        |                        |
|  |                        |                            |                            |                            |                            |                            |                        |                        |                               |                               |                               |                               |                        |                        |                        |                        |

### Quarts de finale
| 18 décembre 2014 | Rapport | Étoile sportive de Radès                                     | 106-76                   | Basket Club Mtsapere               |  |  |
| 18 décembre 2014 | Rapport | Score par quart-temps : 30-20, 31-26, 19-13, 26-17           |                          |                                    |  |  |
| 18 décembre 2014 | Rapport | Kechrid 23 Abada 6, Abbassi 6 Abada 4, Abbassi 4, Bousalem 4 | Points Rebonds Passes d. | Vogt 28 Vogt 10 Vogt 2, M'Lardou 2 |  |  |

| 18 décembre 2014 | Rapport | US Monastir                                        | 57-74                    | Sporting Club d'Alexandrie                             |  |  |
| 18 décembre 2014 | Rapport | Score par quart-temps : 17-27, 15-16, 14-14, 11-17 |                          |                                                        |  |  |
| 18 décembre 2014 | Rapport | Lahyani 18 Lahyani 7, Trimech 7 Laghnej 6          | Points Rebonds Passes d. | Ben Romdhane 23 Ben Romdhane 11 Ben Romdhane 4, Badr 4 |  |  |

| 18 décembre 2014 | Rapport | Club africain                                            | 79-69                    | Primeiro de Agosto       |  |  |
| 18 décembre 2014 | Rapport | Score par quart-temps : 17-21, 13-13, 23-23, 26-12       |                          |                          |  |  |
| 18 décembre 2014 | Rapport | Haislip 25 Hadidane 8, Dhifallah 8 Hadidane 4, Justice 4 | Points Rebonds Passes d. | Moore 19 Moore 7 Costa 5 |  |  |

| 18 décembre 2014 | Rapport | ASB Mazembe                                       | 49-82                    | Recreativo do Libolo          |  |  |
| 18 décembre 2014 | Rapport | Score par quart-temps : 16-24, 12-20, 8-18, 13-20 |                          |                               |  |  |
| 18 décembre 2014 | Rapport | Boukinda 19 Mulamba 5 Buzangu 3                   | Points Rebonds Passes d. | Mingas 15 Joaquim 11 Barros 4 |  |  |

### 5eà 8eplaces
| 19 décembre 2014 | Rapport | ASB Mazembe                                       | 59-67                    | Primeiro de Agosto            |  |  |
| 19 décembre 2014 | Rapport | Score par quart-temps : 8-25, 23-12, 10-18, 18-12 |                          |                               |  |  |
| 19 décembre 2014 | Rapport | Mulamba 17 Mulamba 9 Mualaba 5                    | Points Rebonds Passes d. | Moore 20 Armando 9 Armando 11 |  |  |

| 19 décembre 2014 | Rapport | US Monastir                                       | 97-65                    | Basket Club Mtsapere      |  |  |
| 19 décembre 2014 | Rapport | Score par quart-temps : 21-17, 23-21, 26-21, 27-6 |                          |                           |  |  |
| 19 décembre 2014 | Rapport | Trimech 24 Slimane 9 Laghnej, Sayeh 5             | Points Rebonds Passes d. | Madi 20 Maoulida 7 Madi 4 |  |  |

### Demi-finales
| 19 décembre 2014 |                                                    | Étoile sportive de Radès | 93-80                                           | Sporting Club d'Alexandrie |  |  |
| 19 décembre 2014 | Score par quart-temps : 23-17, 26-10, 18-23, 26-30 |                          |                                                 |                            |  |  |
| 19 décembre 2014 | Abbassi 26 Matthews 14 Abada 5                     | Points Rebonds Passes d. | Ben Romdhane 21 Braa 6, Rashed 6 Ben Romdhane 4 |                            |  |  |

| 19 décembre 2014 | Rapport | Recreativo do Libolo                               | 84-63                    | Club africain                 |  |  |
| 19 décembre 2014 | Rapport | Score par quart-temps : 16-16, 26-12, 19-15, 23-20 |                          |                               |  |  |
| 19 décembre 2014 | Rapport | Mingas 19 Mingas 12 Barros 6                       | Points Rebonds Passes d. | Haislip 15 Ghayaza 7 Knioua 5 |  |  |

### Septième place
| 20 décembre 2014 | Rapport | ASB Mazembe                                        | 82-67                    | Basket Club Mtsapere             |  |  |
| 20 décembre 2014 | Rapport | Score par quart-temps : 16-20, 31-14, 18-16, 17-17 |                          |                                  |  |  |
| 20 décembre 2014 | Rapport | Tshimbanga 26 Tshimbanga 7 Tshimbanga 4, Samuna 4  | Points Rebonds Passes d. | Vogt 22 Buscaglia 10 Buscaglia 3 |  |  |

### Cinquième place
| 20 décembre 2014 |                                                   | US Monastir              | 86-78                    | Primeiro de Agosto |  |  |
| 20 décembre 2014 | Score par quart-temps : 26-20, 30-19, 21-23, 9-16 |                          |                          |                    |  |  |
| 20 décembre 2014 | Saied 29 Trimech 8 Laghnej 9                      | Points Rebonds Passes d. | Moore 28 Moore 6 Costa 7 |                    |  |  |

### Troisième place
| 20 décembre 2014 | Rapport | Club africain                                      | 79-74                    | Sporting Club d'Alexandrie                |  |  |
| 20 décembre 2014 | Rapport | Score par quart-temps : 24-22, 10-17, 20-11, 25-24 |                          |                                           |  |  |
| 20 décembre 2014 | Rapport | Haislip 24 Hadidane 8 Knioua 4                     | Points Rebonds Passes d. | Ben Romdhane 19 Ben Romdhane 12 Shousha 3 |  |  |

### Finale
| 20 décembre 2014 | Rapport | Recreativo do Libolo                               | 86-68                    | Étoile sportive de Radès                |  |  |
| 20 décembre 2014 | Rapport | Score par quart-temps : 12-17, 17-19, 26-13, 31-19 |                          |                                         |  |  |
| 20 décembre 2014 | Rapport | Barros 21 Joaquim 10 Mingas 5                      | Points Rebonds Passes d. | Gadson 24 Abbassi 5, Maghrebi 5 Abada 5 |  |  |

### Classement 5eà 8eplaces
|  | Tour de classement     | Tour de classement     |                    |    | 5e place               | 5e place               |
|  | Tour de classement     | Tour de classement     |                    |    | 5e place               | 5e place               |
|  |                        |                        |                    |    |                        |                        |
|  | 19 décembre 2014 11h00 | 19 décembre 2014 11h00 |                    |    | 20 décembre 2014 12h30 | 20 décembre 2014 12h30 |
|  | 19 décembre 2014 11h00 | 19 décembre 2014 11h00 |                    |    | 20 décembre 2014 12h30 | 20 décembre 2014 12h30 |
|  | ASB Mazembe            | 59                     |                    |    | 20 décembre 2014 12h30 | 20 décembre 2014 12h30 |
|  | ASB Mazembe            | 59                     |                    |    | 20 décembre 2014 12h30 | 20 décembre 2014 12h30 |
|  | Primeiro de Agosto     | 67                     |                    |    | 20 décembre 2014 12h30 | 20 décembre 2014 12h30 |
|  | Primeiro de Agosto     | 67                     | Primeiro de Agosto | 80 |                        |                        |
|  | 19 décembre 2014 13h00 |                        | Primeiro de Agosto | 80 |                        |                        |
|  |                        | US Monastir            | 86                 |    |                        |                        |
|  | Basket Club Mtsapere   | US Monastir            | 86                 | 65 |                        |                        |
|  | Basket Club Mtsapere   |                        |                    | 65 |                        |                        |
|  | US Monastir            | 97                     |                    |    |                        |                        |
|  | US Monastir            | 97                     | 7e place           |    |                        |                        |
|  |                        |                        |                    |    |                        |                        |
|  | 20 décembre 2014 10h30 |                        |                    |    |                        |                        |
|  |                        |                        |                    |    |                        |                        |
|  | ASB Mazembe            | 82                     |                    |    |                        |                        |
|  | ASB Mazembe            | 82                     |                    |    |                        |                        |
|  | Basket Club Mtsapere   | 67                     |                    |    |                        |                        |
|  | Basket Club Mtsapere   | 67                     |                    |    |                        |                        |

### Classement 9eà 11eplaces
|  | Tour de classement     | Tour de classement     |              |    | 9e place              | 9e place              |
|  | Tour de classement     | Tour de classement     |              |    | 9e place              | 9e place              |
|  |                        |                        |              |    |                       |                       |
|  | 18 décembre 2014 11h00 | 18 décembre 2014 11h00 |              |    | 19 décembre 2014 9h00 | 19 décembre 2014 9h00 |
|  | 18 décembre 2014 11h00 | 18 décembre 2014 11h00 |              |    | 19 décembre 2014 9h00 | 19 décembre 2014 9h00 |
|  | Abidjan Basket Club    | 74                     |              |    | 19 décembre 2014 9h00 | 19 décembre 2014 9h00 |
|  | Abidjan Basket Club    | 74                     |              |    | 19 décembre 2014 9h00 | 19 décembre 2014 9h00 |
|  | Malabo Kings           | 86                     |              |    | 19 décembre 2014 9h00 | 19 décembre 2014 9h00 |
|  | Malabo Kings           | 86                     | Malabo Kings | 85 |                       |                       |
|  |                        |                        | Malabo Kings | 85 |                       |                       |
|  |                        | Mark Mentors           | 91           |    |                       |                       |
|  | Mark Mentors           | Mark Mentors           | 91           |    |                       |                       |
|  |                        |                        |              |    |                       |                       |
|  |                        |                        |              |    |                       |                       |
|  |                        |                        |              |    |                       |                       |

## Récompenses
La première équipe type est composée des joueurs suivants :
| G | Drapeau de l'Angola    | Milton Barros       |
| G | Drapeau des États-Unis | Cheyne Gadson       |
| F | Drapeau de l'Angola    | Eduardo Mingas      |
| F | Drapeau de la Tunisie  | Makrem Ben Romdhane |
| C | Drapeau des États-Unis | Marcus Haislip      |

La deuxième équipe type est composée des joueurs suivants
| G | Drapeau de l'Angola              | Armando Costa              |
| F | Drapeau de la Côte d'Ivoire      | Kinidinnin Stephane Konate |
| F | Drapeau de la Guinée équatoriale | Ricardo Obiang             |
| C | Drapeau des États-Unis           | Kelvin Matthews            |
| C | Drapeau de l'Angola              | Vander Joaquim             |

Les joueurs suivants ont reçu des distinctions personnelles :
- Meilleur joueur :  Eduardo Mingas
- Meilleur arrière :  Milton Barros
- Meilleur ailier :  Makrem Ben Romdhane
- Meilleur pivot :  Eduardo Mingas
- Meilleur buteur :  Kinidinnin Stephane Konate
- Meilleur passeur  :  Armando Costa
- Meilleur rebounder :  Kelvin Matthews
- Meilleur bloqueur :  Firas Lahyani
- Meilleur interceptioneur :  Richard Nguema
- Meilleur tripointeur  :  Amine Maghrebi
- Meilleur pourcentage de panier à trois points :  Cheyne Gadson

## Champion
| Coupe d'Afrique des clubs champions de basket-ball 2014 |
| ------------------------------------------------------- |
| Clube Recreativo Desportivo Libolo 1er titre            |

| Meilleur joueur |
| --------------- |
| Eduardo Mingas  |

- Entraîneur :  Norberto Alves
- Effectif :  Andre Owens,  Benvindo Quimbamba,  Eduardo Mingas,  Elmer Felix,  Erik Coleman,  Ezequiel Silva,  Filipe Abraão,  Luís Costa,  Manda João,  Milton Barros,  Vander Joaquim,  Vladimir Pontes